# Slamnati
Slamnati ili strašilo (u SAD-u i drugdje Straw man, u UK Aunt Sally) je vrsta logički nevaljanog retoričkog argumentiranja. Naziv potječe od eng. strawman - slamnato strašilo, a opisuje argument protiv slamnatog (strašila) umjesto protiv pravog čovjeka ili stava. Uključuje zamjenu teza, a može biti i podvrsta ad hominem napada. 
Označava situaciju u kojoj netko, češće namjerno, a možda i iz zablude, pogrešno protumači ili izvrne izjavu druge strane, a zatim pobija svoju izvrnutu inačicu izjave. Tako se taj netko služi slamnatim. Slamnati ili strašilo označava argument koji je taj netko stvorio; izjavu koju je lakše pobiti. Naziv argumenta upućuje na to da se radi o zamjeni težeg objekta za napad (izvorne izjave) lakšom metom (metom od slame), izvrnutom inačicom argumenta. Izvrnuti argument može imati i ulogu strašila, izazivanja odbojnosti prema izvornom argumentu kod onoga kome je upućena retorika, publici napada na slamnato strašilo. 
Ishod uspješne uporabe slamnatog argumenta je logički nevaljalo pobijanje (poraz ili omalovažavanje) izvorne teze. Suštinska logička pogreška je u tome što se ne pokušava pobiti argument koji je prva osoba dala, nego nešto sasvim drugo. U retorici, slamnatom se pribjegava zato što je prvotni argument teže pobiti, a izmijenjeni mnogo lakše. 
Kada se slamnati argument primjenjuje kao vrsta ad hominem napada, tada se žrtvu (čovjeka) napada mijenjanjem njegovih riječi vađenjem iz konteksta ili iskrivljivanjem njegovih stavova koje se zatim izobličene ističe i takve pobija kako bi se nanijela šteta osobi autoru izvorne izjave ili podržavatelju određenog stava. Tom metodom čovjeka od slame se nekoj osobi ili skupini ljudi dodjeljuju nepostojeće i imaginarne osobine s jedinom svrhom kako bi se tu osobu ili skupinu omalovažavalo, iako ništa ne pokazuje da dotični doista posjeduju te osobine.

## Tvorba
Kada osoba A iznese neki argument, a osoba B u potpunosti zanemari (ili ne primijeti) ključnu poantu izjave osobe A te preinači argument dajući mu više ili manje izmijenjeno značenje i zatim ga krene pobijati, osoba B je napravila slamnatog, iliti, namjerno ili ne, promašila poantu.
Sljedeći uzorci opisuju tvorbu slamnatog strašila:
1. Osoba 1 drži stav X
2. Osoba 2 zanemaruje određene ključne postavke stava X i mijenja ih naizgled sličnim stavom Y. Načinjeni stav Y je iskrivljena inačica stava X, a moguće ga je tvoriti na više načina, uključujući: 
  1. Predstavljanjem neodgovarajuće inačice protivnikova stava, primjerice pojednostavljivanjem protivnikova argumenta i napadom na banaliziranu verziju
  2. Vađenjem riječi protivnika iz surječja, odabirom navoda koji ne iskazuju stav na odgovarajući način
  3. Predstavljanjem kao zastupnika stava X nekoga tko stav brani izrazito loše; slijedi pobijanje argumenata koje iznosi "zastupnik" što stvara privid poraza svakog od podržavatelja ideje X odnosno i same ideje
  4. Uvođenjem u raspravu izmišljene osobe čije se ponašanje ili uvjerenja zatim kritizira, neizravno pridajući njene osobine skupini prema kojoj je govornik nenaklonjen, koju na taj način kritizira
3. Osoba 2 napada (i opovrgava) stav Y i zaključuje kako je stav X osporen i/ili lažan i/ili ne valjan i/ili štetan...

U prikazanoj tvorbi slamnatog argument Osobe 2 je:
Nemojte podržati stav X jer X ima neprihvatljive posljedice 
A zapravo Osoba 2 traži od slušatelja sljedeće: 
Nemojte podržati stav X jer Y ima neprihvatljive posljedice 
Kako argument Osobe 2 nije smislen, ona se oslanja na to da publika neće primijetiti ili da će zanemariti korištenje slamnatog. 

## Primjeri
Slamnata strašila često se javljaju u javnim istupima i raspravama kao što su sljedeći: 

### Izmišljeni primjeri
A: Trebali bismo sniziti poreze.
B: Ne bismo jer bez poreza država ne može funkcionirati.
Izneseni prijedlog snižavanja poreza osoba B pojednostavljuje (zamjenjuje) ukidanjem poreza, podižući tako prijedlog osobe A na teže branjivu razinu. 
C: Sunčani dani su dobri.
D: Kada bi svi dani bili sunčani, ne bismo imali kiše, a bez kiše imali bismo sušu - smrt.
U navedenom primjeru B lažno predstavlja kako A smatra da su samo sunčani dani dobri što je izjava koju je lako osporiti. A zapravo nije ništa rekao o kišnim danima, nije izjavio da ih ne bi trebalo biti. 
F: Trebali bismo dati djeci sladoled svakog dana poslije škole.
G: To bi bilo poprilično štetno za njihovo zdravlje.
F: Zar želiš da nam djeca gladuju?
Osoba F mijenja stav da djeci ne bi trebalo dati sladoled svakog dana jer bi to bilo štetno za njihovo zdravlje stavom da im ne bi trebalo dati ništa za jelo. 